# Francavilla in Sinni
Pour les articles homonymes, voir Francavilla.
Francavilla in Sinni est une commune italienne d'environ 4 150 habitants, située dans la province de Potenza, dans la région Basilicate, en Italie méridionale.

## Toponymie
Le nom latin :  Francavilla veut dire ville, au sens ancien de « domaine rural », exempte, d'impôts royaux ou de gabelles comme Villefranche (ville).

## Histoire
Giacomo Sansverino, premier fils du second mariage de Tommaso II Sanseverino (it), comte de Marsico et de Tricarico, avec Sveva de Bethsan (Sveva d'Avezzano); épouse Margarita, l'héritière des Chiaromonte, à la fin du XIIIe siècle. Les Sanseverino s'implante en Lucanie et contrôle le Val Sinni.
Le territoire de Francavilla est donnée aux moines de la chartreuse Saint-Nicolas de Chiaromonte , par la princesse Sanseverino, qui, par l'intercession de Saint-Nicolas de Bari, voit guérir son fils souffrant d'une maladie grave et promet de faire don à la chartreuse de tout ce qu'elle voit depuis une fenêtre du château de Chiaromonte.
Grâce à une concession de la reine Jeanne II, les chartreux construisent en 1420, le village de Francavilla pour héberger leurs serviteurs et colons. Seuls les habitants doivent payer la dîme à la chartreuse, dont le prieur est le seigneur des biens.

## Monuments et patrimoine
- Chartreuse Saint-Nicolas de Chiaromonte, situé à Francavilla.

## Administration
| Période                                  | Période | Identité | Étiquette | Qualité |
| ---------------------------------------- | ------- | -------- | --------- | ------- |
|                                          |         |          |           |         |
| Les données manquantes sont à compléter. |         |          |           |         |

### Communes limitrophes
Chiaromonte, Fardella, San Costantino Albanese, San Severino Lucano, Terranova di Pollino